# Михалков Степан Микитич
Степан Микитич Михалков (нар. 24 вересня 1966, Москва) — радянський і російський актор і підприємець в області ресторанного бізнесу.

## Біографія
Син актриси Анастасії Вертинської та режисера Микити Михалкова. Онук Олександра Вертинського та Сергія Михалкова. Правнук Петра Кончаловського. Праправнук Василя Сурікова.
Закінчивши Московську художню школу, пройшов армійську службу Далекому Сході у лавах ЗС СРСР.
Після повернення з армії вступив до Інституту іноземних мов, провчився там три роки.
У 1991 році закінчив Московську кіношколу і того ж року з Федором Бондарчуком створив одну з перших у Росії професійних студій з виробництва музичних відеокліпів та рекламних роликів «Art Pictures Group».
Режисер, засновник та організатор фестивалю відеокліпів «Покоління».
Знявся у фільмах «Автостоп» (1990) та «Стріляючі ангели» (1993).

## Бізнес
У 2001 році спільно з рестораторами Аркадієм Новіковим і Федором Бондарчуком відкрив перший ресторан «Ваніль», у 2004 році — ресторани «Вертинський» та «Вітерець», у 2005 році — «Casual». 2021 року відкрив ресторан «Гранд Кафе 12». Власник мережі кафе-булочних бізнес-класу «Хліб & Co».

## Особисте життя
Перша дружина — модель Алла Сівакова, у шлюбі прожили 12 років. За цей час у них народилося троє дітей:
- дочка Олександра (нар. 1992) закінчила школу екстерном у 15 років, вступила до МДУ на історичний факультет[2][3][4]. 22 грудня 2017 одружилася з Петром Скворцовим (1994),[5] 22 лютого 2018 народила сина Федора.[6]
- сини Василь (нар. 1999) та Петро (нар. 2002).

Дружина з 1 березня 2008 Єлизавета Ільїна (нар. 1983) — модель.
- син Лука (нар. навесні 2017)[10][11].

## Фільмографія

### Акторські роботи
- 1990 — Автостоп — офіцер-прикордонник, який перевіряє документи Сандро при в'їзді в СРСР
- 1993 — Стріляючі ангели — Шатен
- 1998 — Зупинка

### Продюсер
- 2002 — У русі
- 2003 — Ожеледиця
- 2005 — Дев'ята рота

### Участь у документальних фільмах
- 2016 — Чи важко бути Михалковим?
- 2013 — Невідомі Михалкови
- 2010 — Микита Михалков. Територія кохання
- 2010 — Микита Михалков. Самі з вусами
- 2009 — Анастасія Вертинська. Біжить хвилями

## Генеалогія
Предки